# Kurówka (dopływ Lachówki)
Kurówka (Kurowianka) – potok górski, lewy dopływ Lachówki o długości 6,34 km.
Potok wypływa ze wschodnich zboczy Gachowizny nad Pewelką, na wysokości ok. 675 m n.p.m. Głównymi dopływami Kurówki są potoki: Kocurowy Potok, Z Borowiny oraz Dupniarz. Kurówka przepływa przez Hucisko, Pewelkę, Kurów i Lachowice, gdzie na wysokości 444,2 m n.p.m. wpada do Lachówki.
Według opracowanej przez Jerzego Kondrackiego regionalizacji geograficznej Polski cały bieg i zlewnia Kurówki znajduje się w obrębie Beskidu Makowskiego (Pasmo Pewelskie).